# 제러미 앨런 화이트
제러미 앨런 화이트(Jeremy Allen White, 1991년 2월 18일 ~ )는 미국의 배우이다.

## 출연 작품

### 영화
- 트웰브 (2010)
- 무비 43 (2013)
- 더 렌탈: 소리없는 감시자 (2020) - 조시 역
- 핑거네일 (2023) - 라이언 역
- 디 아이언 클로 (2023) - 케리 본에릭 역

### 텔레비전
- 로앤오더: 범죄 전담반 (2007-08)
- 로앤오더: 성범죄 전담반 (2010)
- 셰임리스 (2011-21) - 필립 "립" 갤러거 역
- 홈커밍 (2018) - 슈라이어 역
- 더 베어 (2022-) - 카먼 "카미" 베르자토 역